# The Great Harmony
The Great Harmony est un film muet américain réalisé par Allan Dwan et sorti en 1913.

## Synopsis
Le vieux Von Berlitz vit avec sa fille Gretchen. Organiste à l'église du village, aimé de tous, il travaille aux plans d'un nouvel orgue. Mais un jour, le Comité décide de le remplacer par un jeune musicien de la ville, Ziegfried...

## Fiche technique
- Titre : The Great Harmony
- Réalisation : Allan Dwan
- Genre : Film dramatique
- Production : American Film Company
- Distribution : Mutual Film
- Date de sortie :
  - États-Unis : 17 mai 1913

## Distribution
- J. Warren Kerrigan : Ziegfried
- Jessalyn Van Trump : Gretchen Von Berlitz
- George Periolat : le vieux Von Berlitz
- James Harrison
- Louise Lester